# Nite Versions
Nite Versions is een remixalbum van Soulwax, uitgebracht op 26 september 2005 via PIAS. Het album bevat remixen van nummers van hun derde studioalbum, Any Minute Now.

## Geschiedenis
Het album opent met Soulwax's eigen versie van het nummer "Teachers" van Daft Punk uit 1997.
Er is een verborgen track aanwezig vóór het begin van track 1. Het 51 seconden durende instrumentale nummer heeft geen titel, maar is een alternatieve versie van de gitaarriff uit de originele versie van E Talking.

## Tracklist
| 1.                       | Teachers (Thomas Bangalter, Guy-Manuel de Homem-Christo, D. Dewaele, S. Dewaele) | 2:28 |
| 2.                       | Miserable Girl                                                                   | 4:10 |
| 3.                       | E Talking                                                                        | 5:39 |
| 4.                       | Accidents and Compliments                                                        | 6:08 |
| 5.                       | Compute                                                                          | 5:31 |
| 6.                       | Slowdance                                                                        | 6:18 |
| 7.                       | I Love Techno                                                                    | 4:04 |
| 8.                       | KracK                                                                            | 5:23 |
| 9.                       | NY Lipps                                                                         | 4:10 |
| 10.                      | Another Excuse                                                                   | 7:51 |
| Totale duur: 51:42 52:36 |                                                                                  |      |

## Opmerkingen
1. ↑  without hidden track
2. ↑  with hidden track